# I Superamici
I Superamici (Super Friends, 1973, e The Super Powers Team: Galactic Guardians, 1986) è un insieme di serie televisive a cartoni animati statunitense prodotto dalla Hanna-Barbera e basata sui personaggi dei fumetti della Justice League of America pubblicati negli Stati Uniti d'America dalla DC Comics. Comprende 93 episodi suddivisi in nove serie, ciascuna con un proprio titolo mentre gli episodi trasmessi in Italia sono stati raccolti sotto l'unico titolo de I Super amici. Oltre ad andare in onda nelle varie televisioni locali, la serie viene replicata anche su Boing dal 9 gennaio 2006. 

## Produzione
Nel momento in cui la casa di produzione statunitense Hanna-Barbera acquisì le licenze per l'adattamento televisivo del fumetto della Justice League, attuò diversi cambiamenti a cominciare proprio dal nome del supergruppo. Justice League of America suonava troppo sciovinista specie in quel periodo che vedeva la fine della partecipazione americana alla guerra in Vietnam proprio nel 1973, anno in cui andarono in onda i primi episodi.

## Personaggi
I protagonisti della serie furono Superman, Batman, Robin, Aquaman e Wonder Woman. A questi si aggiunsero, con il ruolo di spalle umoristiche, prima Wendy e Marvin e poi i Super-gemelli Zan e Jayna.
Occasionalmente altri personaggi della Justice League presero parte alle avventure, inclusi Flash, Plastic Man, Freccia Verde, Firestorm e Hawkman.

## Doppiaggio
| Nome del personaggio | Doppiatore originale                        | Doppiatore italiano | Doppiatore italiano       |
| Nome del personaggio | Doppiatore originale                        | Serie del 1973      | Serie del 1985            |
| -------------------- | ------------------------------------------- | ------------------- | ------------------------- |
| Superman             | Danny Dark                                  |                     | ?                         |
| Batman               | Adam West                                   | Orlando Mezzabotta  |                           |
| Robin                | Casey Kasem                                 | Guido Rutta         | Aldo Stella Luca Semeraro |
| Wonder Woman         | Shannon Farnon                              |                     | Serena Cantalupi          |
| Aquaman              | Norman Alden                                | Pietro Ubaldi       | ?                         |
| Wendy                | Sherry Alberoni                             | ?                   | -                         |
| Marvin               | Frank Welker                                | ?                   | -                         |
| Voce narrante        | Ted Knight (1ª voce) Bill Woodson (2ª voce) | Umberto Tabarelli   | ?                         |

## Elenco delle serie
- Super Friends (1973-74)
- The All-New Super Friends Hour (1977-78)
- All-New Super Friends/Challenge of the Super Friends (1978)
- The World's Greatest Super Friends (1979-80)
- Super Friends (1980-81)
- Super Friends (1981-82)
- The lost Super Friends Episodes (1983-84)
- Super Friends: The Legendary Super Powers Show (1984-85)
- The Super Powers Team: Galactic Guardians (1985-86)

Prima stagione - Super Friends (1973/74)
La prima stagione comprende 32 episodi da 20 minuti circa. I protagonisti sono Superman, Batman e Robin, Wonder Woman e Aquaman, affiancati da tre personaggi non presenti nei fumetti originali: Wendy, Marvin e il cane Wonder Dog.
Seconda stagione - The All-New Super Friends Hour (1977/78)
La seconda stagione comprende 15 puntate da 60 minuti, ognuna delle quali è suddivisa in quattro episodi. I Supereroi sono affiancati dai Super Gemelli Zan e Jayna, due extraterrestri capaci di cambiare forma, accompagnati dalla scimmia Gleek. Il primo segmento di puntata ha per protagonisti due degli eroi principali, il secondo è dedicato ai Super Gemelli, il terzo vede il gruppo dei Superamici e dei Super Gemelli al completo, infine il quarto ospita una guest star. Tra gli episodi ci sono brevi messaggi con i membri dei Superamici che danno lezioni di sicurezza di base, forniscono consigli di pronto soccorso, dimostrano trucchi di magia, creano oggetti di artigianato, e pongono quiz di cui si ha la risposta dopo l'episodio che segue.
1. La macchina per il cervello - Un giro per divertirsi - L'invasione degli Earthors - Il vortice
2. Il "Secret four"  - La tigre in libertà - Le misteriose creature del tempo - L'antidoto
3. L'invasione degli Idronoidi - L'autostop - Città in bottiglia - Emergenza spaziale
4. Dottor Spavento - Gara di accelerazione - Il giorno dei mostri vegetali -  Fuoco
5. Il mostro del Dr. Droid -  Vandali - Superamici contro Superamici - Massa di energia
6. Il dittatore - Lo squalo -  Il pianeta dei Neanderthal - Diluvio di diamanti
7. La minaccia invisibile -  Iniziazione -  L'arrivo degli Artropodi - Il fiume della morte
8. L'attacco della seppia gigante - La gara dei polli - La bestia acquatica - Vulcano
9. Il collezionista - L'handicappato - Le menti femminili - Pericolo in Alaska
10. La donna di 15 metri - La vittoria non meritata - Esplorazione Terra - L'attacco delle api mortali
11. Il potere proibito - Punto di pressione - Gli Uomini Leone - Il giorno dei ratti
12. Gli uomini-bestia di Xra - Pregiudizio razziale - Piccolo mondo di terrore - I predoni tibetani
13. Il raggio congelatore - Burla pericolosa - La mummia di Nazca - Salto nel vuoto
14. La creatura della palude - I fuggiaschi - Collisione tra pianeti -  Salvataggio nel futuro
15. Il raggio immobilizzatore - I passeggeri clandestini - Il fantasma - L'elefante infuriato

Terza stagione - All-New Super Friends/Challenge of the Super Friends (1978)
La terza stagione comprende 16 puntate da 22 minuti divise in due segmenti. La prima parte ha per protagonisti i 5 Superamici storici e i Supergemelli, mentre nella seconda ricorrono i tredici supercriminali della Legion of Doom, in lotta con la squadra al completo della Justice League che comprende Flash, Lanterna Verde, Falcon (Hawkman), Black Vulcan, Capo Apache e Samurai.
1. I demoni di Exxor - Wanted the Super Friends
2. Rokan nemico dallo spazio - Invasion of the Fearians
3. Battaglia al centro della terra - The world's deadliest game
4. Simbad e i pirati spaziali - The time trap
5. Il piccolo genio - Trial of the Super Friends
6. L'attacco dei vampiri - The monolith of evil
7. I super mostri - Giants of doom
8. Il terrore viene da Phantom - Secret origins of the Super Friends
9. Il mostro antimateria - Revenge on Gorilla City
10. Il mondo sotto ghiaccio - Swamp of the living dead
11. L'invasione delle creature - Conqueres of the future
12. Il circo spaziale - The final challenge
13. Batman vivo o morto - Fairy tale of doom
14. Battaglia degli dei - Doomsday
15. Aquaman in grave pericolo - Super Friends rest in peace
16. L'ascesa e la caduta dei superamici - History of doom

Quarta stagione - The World's Greatest Super Friends (1979/80)
La quarta stagione, rinominata The World's Greatest Superfriends: And Justice For All per l'edizione in DVD, comprende 8 episodi da 20 minuti, con i Superamici e i Super Gemelli.
1. Strofina 3 volte per il disastro
2. Lex Luthor colpisce ancora
3. I cavalieri spaziali di Camelon
4. Il Signore della Terra di Mezzo
5. L'universo del male
6. Terrore a 20000 leghe
7. I Superamici incontrano Frankenstein
8. Il pianeta di Oz

Quinta stagione - Super Friends (1980/81)
La quinta stagione, rinominata Superfriends: A Dangerous Fate per l'edizione in DVD, comprende 8 puntate da 20 minuti, ognuna delle quali è suddivisa in tre episodi, tra i quali quello centrale è sempre dedicato ai Super Gemelli. Ai Superamici storici si aggiungono a turno Capo Apache, Black Vulcan, Samurai, Flash, the Atom, Lanterna Verde, Falcon e Falky/Falcaria (Hawkman e Hawkgirl).
1. 1a. Big Foot - 1b. Il demone di ghiaccio - 1c. Il trucco del mostro
2. 2a. Viaggio nell'oscurità - 2b. La gang dei motociclisti - 2c. Immersione nel disastro
3. 3a. Yuna la terribile - 3b. I banditi spaziali rock & roll - 3c. Ascensore per il nulla
4. 4a. Un piccolo passo per Marte - 4b. La casa stregata - 4c. L'incredibile mostro di petrolio
5. 5a. Il vampiro voodoo - 5b. L'invasione dei Gleeks - 5c. Mxyzptlk colpisce ancora
6. 6a. L'uomo sulla Luna - 6b. Il circo degli orrori - 6c. Il giro del mondo in 80 enigmi
7. 7a. Termiti da Venere - 7b. L'eruzione - 7c. Il ritorno di Atlantide
8. 8a. Le macchine killer - 8b. Il giardino di Doom - 8c. La rivincita di Bizzarro

Sesta stagione - Super Friends (1981/82)
La sesta stagione, rinomonata Superfriends: Legacy Of Super Powers per l'edizione in DVD, comprende 6 puntate da 60 minuti, ognuna delle quali è suddivisa in tre episodi. Ai Superamici, ai Super Gemelli e agli altri supereroi che danno man forte alternandosi come nella serie precedente, si aggiunge El Dorado, appositamente creato per la serie per ampliare la presenza di diverse etnie di eroi, assieme a Capo Apache, Black Vulcan e Samurai.
1. 1a. I fuorilegge di Orione, 1b. Tre desideri, 1c. Scorpio
2. 2a. La voragine, 2b. Il film di Mxyzpltk, 2c. La mummia aliena
3. 3a. Un nemico da Krypton, 3b. La creatura della discarica, 3c. Gli aerei del terrore
4. 4a. Gli uomini lava, 4b. Il mondo Bizzarro, 4c. L'amuleto del comandante
5. 5a. I ciclopi di ferro, 5b. Clandestini dallo spazio, 5c. Il pericoloso Palette
6. 6a. Colossus, 6b. L'antro della strega, 6c. Il mare dei fantasmi

Settima stagione - The lost Super Friends Episodes (1983/84)
Dopo una stagione di repliche (1982-83: The Best of), la messa in onda della settima stagione, composta da 8 puntate suddivise in tre episodi inediti, in America è stata annullata. La prima visione degli episodi è avvenuta in Australia, mentre gli States hanno potuto vedere gli episodi "perduti" solo nel 1995 all'interno della serie Superman / Batman Adventures show. I protagonisti continuano ad essere tutti i componenti della Lega della Giustizia, ormai allargata.
1. 1a. La vendetta di Mxyzptlk, 1b. Le montagne russe, 1c. C'era una volta un poltergeist
2. 2a. Un altro universo, 2b. Due Gleek sono peggio di uno, 2c. Bulgor il grande
3. 3a. La sindrome di Krypton, 3b. L'invasione delle bambole spaziali, 3c. Terrore sul Titanic
4. 4a. La vendetta del giudizio universale, 4b. Una pinta di vita, 4c. Il giorno dei dinosauri
5. 5a. Ritorno dalla zona d'ombra, 5b. Lo spaccone, 5c. I super cloni
6. 6a. I prigionieri del sonno, 6b. Un tesoro inaspettato, 6c. Il blob malusiano
7. 7a. L'attacco dei gatti, 7b. Un piccolo passo per Superman, 7c. Vittime del video
8. 8a. Il parco giochi della catastrofe, 8b. I corridori dello spazio, 8c. Il reclutatore

Ottava stagione - Super Friends: The Legendary Super Powers Show (1984/85)
L'ottava stagione comprende 8 puntate da 30 minuti suddivise in due episodi. Entra in scena Firestorm.
1. La sposa di Darkseid
2. 2a. L'ira di Braniac , 2b. Riflessioni della criminalità
3. 3a. Nessun onore tra i ladri , 3b. Mxyzptlk e la lampada magica
4. 4a. Caso di restringimento dei Superamici , 4b. La maschera del mistero
5. 5a. La trappola dorata di Darkseid (parte 1) , 5b. La trappola dorata di Darkseid (parte 2)
6. 6a. L'isola dei Dinosoidi , 6b. Zio Mxyzptlk
7. 7a. Il caso delle bambole terribili , 7b. L'inganno reale
8. 8a. Il villaggio delle anime perdute , 8b. Il curatore

Nona stagione - The Super Powers Team: Galactic Guardians (1985/86)
La nona stagione comprende 8 puntate alcune delle quali suddivise in due episodi. Al gruppo si aggiunge Cyborg.
1. I semi del male
2. 2a. Il fantasma della nave, 2b. I superamici di Bizarro
3. L'inganno di Darkseid
4. La paura
5. Le carte selvagge
6. 6a. Brainchild, 6b. Il caso dei poteri rubati
7. La morte di Superman
8. Fuga dalla città spazio

## Citazioni e riferimenti
- Una parodia dei Superamici compare in un episodio della quarta stagione del cartone animato Due fantagenitori, intitolato proprio I super amici.